# Application control management system
Application Management System (Application Control and Management System, ACMS) è un software di monitoraggio del processo di traslazione creato da HP per computer che operano con OpenVMS.

## Storia
ACMS venne sviluppato dalla Digital Equipment Corporation nel 1980. ACMS venne originariamente reso disponibile nel 1984 come parte integrante del VAX Information Architecture.